# 特区民泊
特区民泊（とっくみんぱく、国家戦略特別区域外国人滞在施設経営事業）とは、2015年（平成27年）に改正された国家戦略特別区域法の特例による民泊事業。外国人旅行客の滞在に適した施設を賃貸借契約及びこれに付随する契約に基づいて一定期間以上使用させるとともに、当該施設の使用方法に関する外国語を用いた案内その他の外国人旅客の滞在に必要な役務を提供する事業である。訪日外国人観光客の増加など宿泊施設の不足が懸念されることを背景に、国内外のビジネスも含めた多様な宿泊ニーズに対応するため導入された。特区民泊に認定されると、旅館業法の許可を受けずに民泊営業を行うことが可能となる。認定者は都道府県知事または保健所である。外国人旅行客の宿泊施設の選択肢を増やすことを目的としているが、日本人観光客も利用可能である。2015年10月27日、大阪府議会で民泊を推進する条例が大阪維新の会や自由民主党・公明党などの賛成で可決し、全国で初めて成立した。

## 概要
「住宅宿泊事業法（民泊新法）に基づく民泊」「特区民泊」「旅館業法に基づく簡易宿所」の3つに分類される民泊のひとつであり、運営できるエリアが認定された地方公共団体に限定されるものの、旅館業法に基づく簡易宿所よりも運営要件が緩和される。また、民泊新法に基づく民泊は年間の営業日数が180日に制限されるが、特区民泊にはその制限がない。2015年10月20日、東京都大田区が全国にさきがけて国際戦略特別区域に認定され、旅館業法上の特例扱いが認められた。大阪府の区域計画認定は2015年12月25日であった。2016年10月には特区民泊の最低宿泊日数要件を、従来の6泊7日以上から2泊3日以上に緩和する政令が閣議で決定された。
特区民泊可能エリア
（2025年7月現在）
- 東京都大田区
- 千葉県千葉市
- 新潟県新潟市
- 大阪府
- 大阪府大阪市
- 大阪府八尾市
- 大阪府寝屋川市
- 福岡県北九州市

全国の特区民泊の9割以上は大阪市に集中している。

## 認定要件
特区民泊は、国家戦略特区内において、対象施設が以下の要件に該当することについて、都道府県知事（政令指定都市・中核市では保健所）が認定することにより、旅館業法の適用外となるものである。国家戦略特別区域法第13条では、「国家戦略特区において、滞在に適した施設を賃貸借契約に基づき一定期間以上使用させ、滞在に必要な役務を提供する事業として政令で定める要件に該当するもの」としている。
利用期間の認定要件は、（2泊）3日までの範囲内で地方公共団体の条例で定める期間以上であり、
- 滞在者名簿が施設等に備えられ、これに滞在者の氏名、住所、職業その他の厚生労働省令で定める事項が記載されること。
- 施設の周辺地域の住民に対し、当該施設が国家戦略特別区域外国人滞在施設経営事業の用に供されるものであることについて、適切な説明が行われていること。
- 施設の周辺地域の住民からの苦情及び問合せについて、適切かつ迅速に処理が行われること。

といった近隣住民との調整や滞在者名簿の備付け等の要件が、2016年10月の国家戦略特別区域法施行令の一部改正の際に付加された。これは、内閣府・厚生労働省の共同通知で措置している事業要件の法令化でもあった。なお、一居室の床面積は原則25平方メートルを原則としているが、これは地方公共団体の判断で変更可能である。

## 近年の動向
大阪市では2025年大阪・関西万博による外国人観光客の増加などを見据えて特区民泊の導入を推進してきたが、トラブルも増加している。2024年度に大阪市に寄せられた苦情は399件におよび、2021年度の4.5倍である。内訳は、特区民泊では本来2泊3日以上の宿泊が必要とされているはずなのに1泊しか滞在していないという苦情（196件）、ごみに関する苦情（103件）、騒音に関する苦情（87件）、宿泊客の迷惑行為に関する苦情（40件）などとなっている。
また、阪南大学の松村嘉久（観光地理学）の調査で、2024年末まで大阪市内で認定を受けた特区民泊5,587件のうち、中国人または中国系法人が運営している施設が41パーセントにのぼることが判明した。新型コロナウイルス感染症流行が収まって以降とくに急増しており、経営者向けの在留資格「経営・管理」ビザで大阪市に居住する中国人も増えている。特区民泊の資格は、資本金などの要件を満たせば容易に取得でき、民泊経営を主要目的とする中華人民共和国からの移住が急速に進んでいる。従来、民泊をめぐるトラブルは騒音やゴミ出しなどが多かったが、近年では、賃貸住宅の住民に対して所有者変更を理由に一方的に追い出たり、家賃を一方的に値上げして、住人の立ち退きを迫るケースが増えている。背景としては、中国系のデベロッパーや傘下の不動産業者が借家を買い取る動きが活発化していることがあげられる。法的に保護されていない借家の住人は一方的に追い出され、住宅は民泊向けに改装、または更地にして1棟を丸ごと民泊に供する「民泊マンション」が続々と建設されている。
このような状況については政治家も声をあげている。自由民主党の柳本顕は、2025年6月、特区民泊について「利益率が高く、ビジネスとして中国人の移住者が急拡大している」と指摘し、「大阪だけでなく10年後には日本全体の課題になる」との危機意識を示した。また、「排外主義になるつもりはない。多文化共生は重要だが、急に外国人が入ってきて、乗っ取ってしまう状況では日本文化が疎外されかねない」と論じた。
大阪市は7月25日、特区民泊の諸課題について、対策検討のためのプロジェクトチームの会合を開き、今後、特区民泊を認める地域の制限なども含め、具体的な対策を検討することとした。
2025年8月12日、大阪府寝屋川市が国家戦略特別区域法に基づく特区民泊事業からの離脱を表明した。寝屋川市は、特区民泊によるトラブル増加が後を絶たず、住民の満足度向上を目指すまちづくりの方向性と異なるとして、同市を特区民泊の実施できるエリアから外すため、認定廃止の手続きを進めるよう、同年8月7日付の申立書を大阪府に提出した。
同年8月13日、関西テレビ放送の番組「旬感LIVE とれたてっ!」で、大阪の路上にタバコの吸い殻が並べて捨てられているほか、住宅街でも深夜の騒音やゴミ問題など外国人観光客によるトラブルが続々と発生し、住民がその対応に苦慮している映像が流れ、大阪市が日本政府に法改正を求めていることなどが伝えられた。コメンテーターとして参加していた橋下徹元大阪府知事・大阪市長は、特区民泊を推進したのは自分であると認め、こうしたトラブルは「想定内」としながらも、対応の不十分さや遅れについて、住民や行政担当者に対し、番組内で何度も謝罪した。